# Renacimiento nórdico

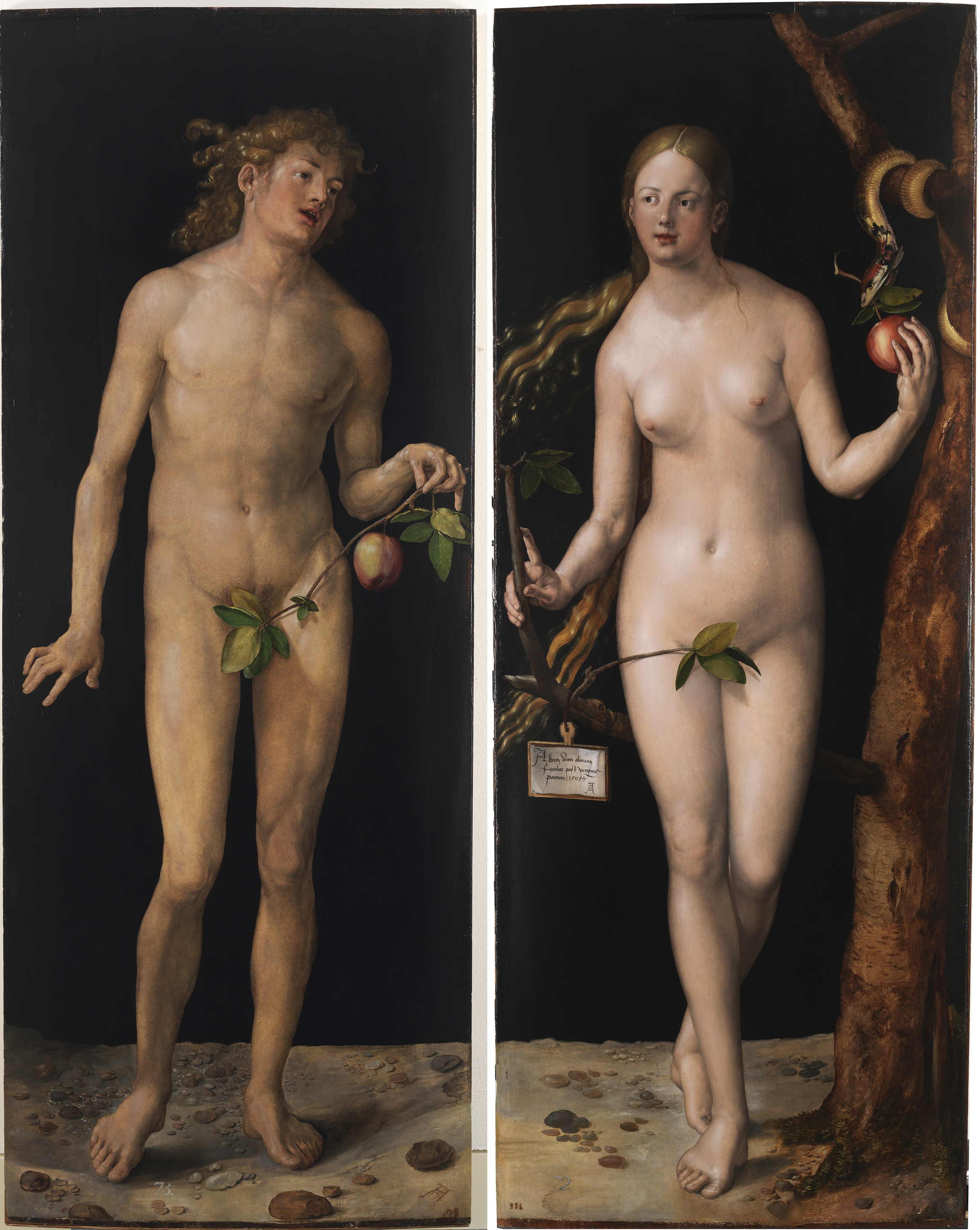
Adán y Eva (1507), pintura sobre tabla, Museo del Prado.

Renacimiento nórdico es un término de la historiografía del arte utilizado para clasificar y describir el Renacimiento europeo al norte de los Alpes, es decir, fuera de Italia y con exclusión del renacimiento español. A partir de los últimos años del siglo XV, el Renacimiento se expandió por Europa. El término de Renacimiento nórdico abarca los renacimientos alemán, francés, inglés, neerlandés y polaco, que a su vez crearon otros movimientos nacionales y localizados, cada uno con atributos diferentes.
En el siglo XV el Renacimiento italiano (Quattrocento) no había tenido casi influencia fuera de Italia. Ya en el siglo XVI (Cinquecento), el prestigio alcanzado por los artistas del Renacimiento pleno se expandió por toda Europa; aunque el desarrollo del gótico tardío continuó localmente en muchos lugares hasta la llegada del Barroco en el siglo XVII. Para la segunda mitad del siglo XVI se suele utilizar el término Manierismo nórdico.
En Francia, el rey Francisco I importó el arte italiano, encargó obras a grandes artistas (incluido Leonardo Da Vinci ), y construyó a buen costo grandes palacios, iniciando el Renacimiento francés de la escuela de Fontainebleau. En la literatura francesa autores como Rabelais y Pierre de Ronsard abrevaron en el espíritu del renacimiento italiano.
Un foco previo de la renovación artística, muy conectado con Italia, fue Flandes. El renacimiento flamenco de los siglos XV y XVI estuvo también muy relacionado con el territorio del Sacro Imperio Romano Germánico (renacimiento alemán) a través de las vías de comunicación naturales (ciudades del Rin—donde se inició la revolución de la imprenta y surgió la figura de Alberto Durero—y del Danubio—escuela del Danubio—; así como las rutas marítimas de la Hansa por el Mar del Norte y el Mar Báltico); y también particularmente con España (estilo hispano-flamenco).
En Inglaterra, a pesar de la llegada de artistas continentales (Holbein el Joven, Girolamo de Treviso) el predominio de la tradición gótica local (estilo Tudor) retrasó el Renacimiento inglés hasta finales del siglo XVI (arquitectura isabelina, literatura isabelina, teatro isabelino —William Shakespeare y Christopher Marlowe—). En Escocia también apareció un Renacimiento escocés desde finales del siglo XV hasta principios del siglo XVII.
El Renacimiento polaco se inició de forma directa por la llegada a Polonia de artistas florentinos.
El Renacimiento nórdico se diferenció del italiano por su centralización del poder político. Mientras que Italia estaba constituida por ciudades-estado independientes, los países de Europa central y Europa occidental estaban emergiendo como estados-nación. El Renacimiento nórdico estuvo también muy ligado a la reforma protestante, y la larga serie de conflictos internos y externos que produjo.

## Panorama

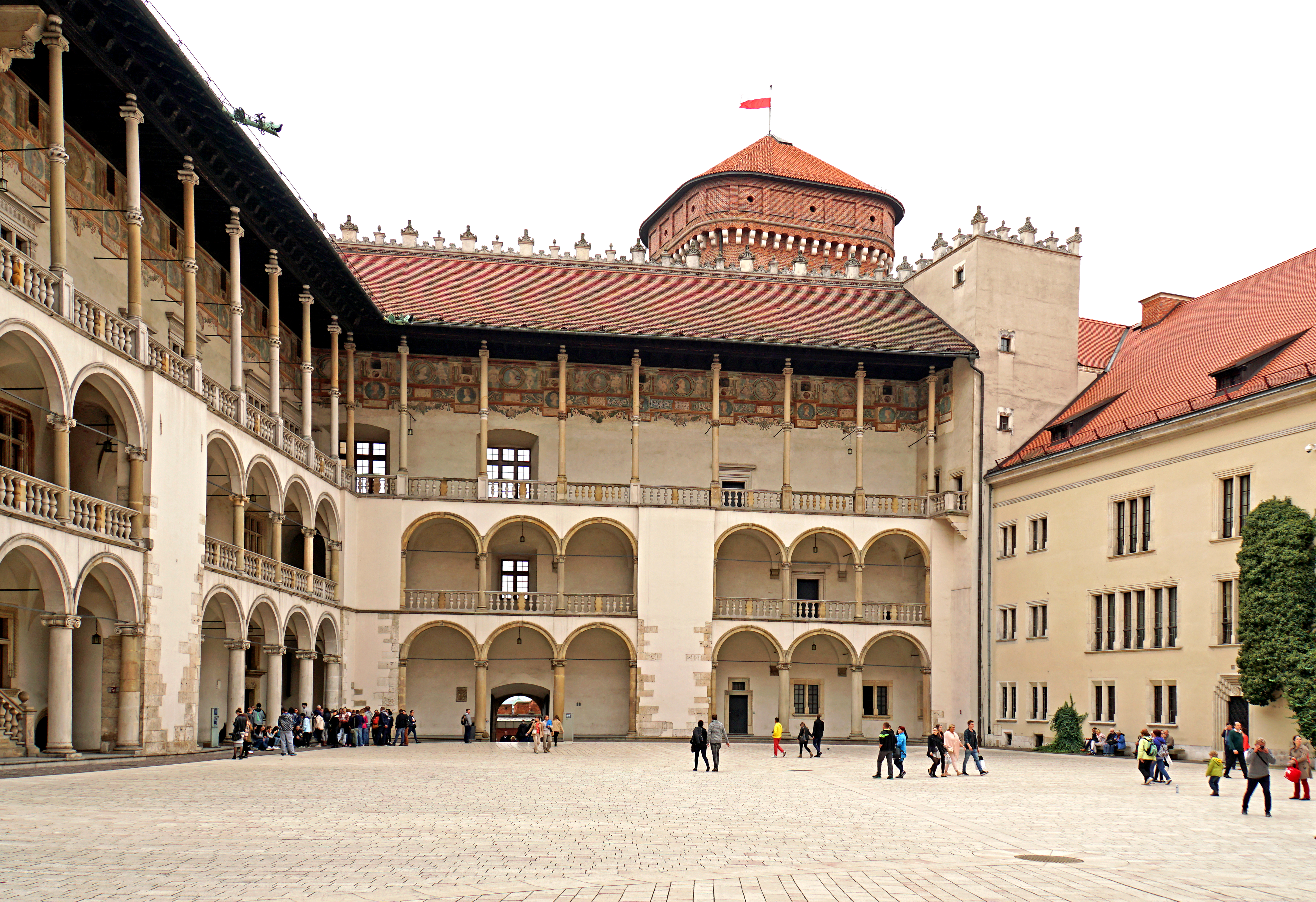
Bartolommeo Berrecci - Wawel, Cracovia.

Quizá más importante que el inicio del Renacimiento en el norte de Italia fue su difusión a través de Europa. Además, Europa  era largamente más uniforme bajo el sistema feudal. Este sistema económico había dominado allí por cientos de años, pero estaba en declinación al inicio del Renacimiento. Las razones para tal declive incluyen el contexto posterior a las grandes plagas, el creciente uso de moneda en lugar de tierras como medio de pago, el mayor número de siervos viviendo en libertad, la formación de los estados-nación con monarquías interesadas en reducir el poder de los señores feudales, la inutilidad creciente de las armas feudales frente a las nuevas tecnologías militares (por ejemplo, las armas de fuego), y un crecimiento general en la productividad agropecuaria debido a la mejora de las técnicas y métodos de cultivo. Como en Italia, la declinación del feudalismo abrió el camino para los cambios culturales, sociales y económicos asociados con el Renacimiento en Europa occidental.

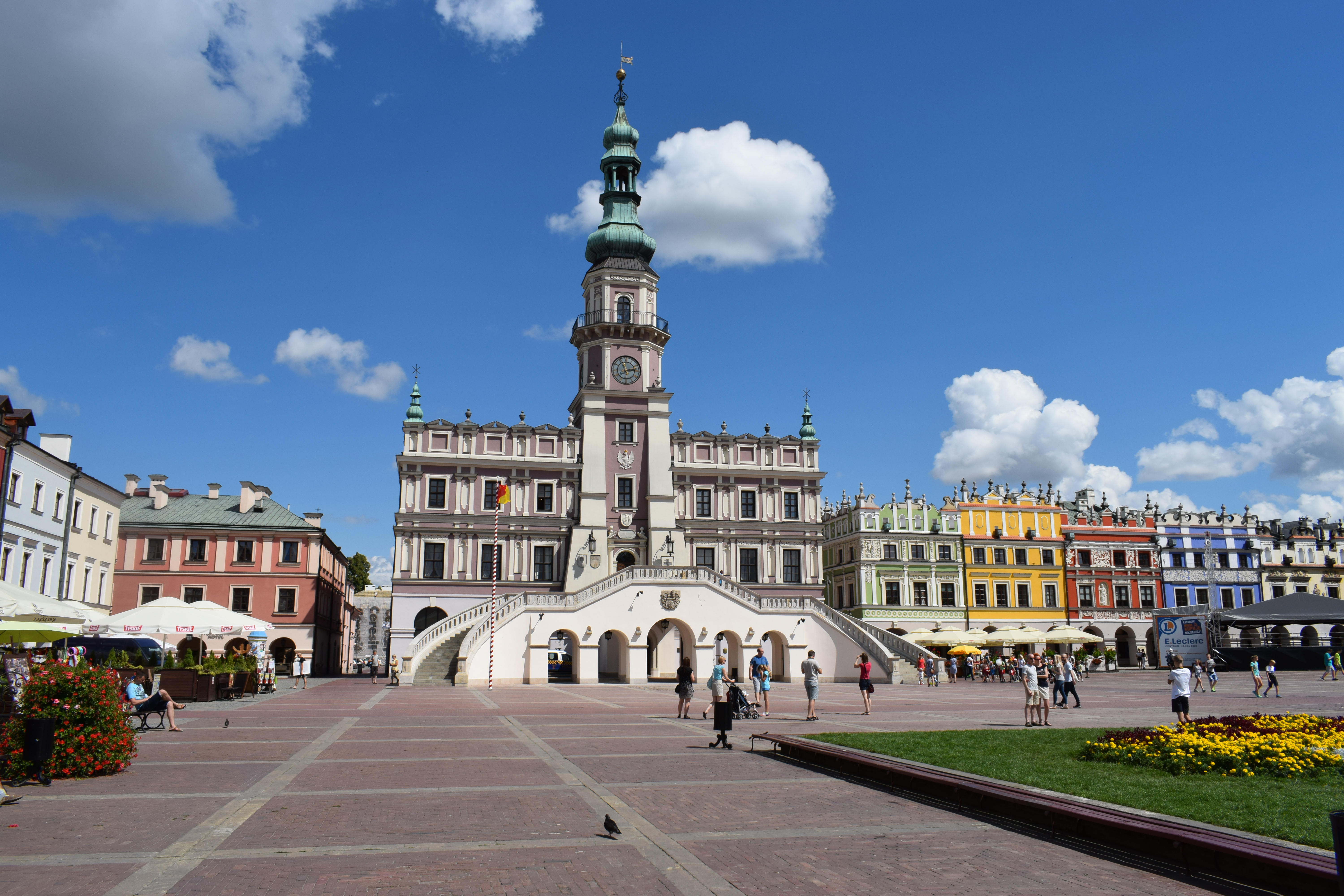
Bernardo Morando - Zamosc.

Finalmente, el renacimiento en Europa occidental fue empujado por un retroceso de la Iglesia Católica de Roma debido a su eventual incapacidad para ayudar con las devastaciones de la Peste negra y el Cisma de Occidente que dividió a Europa. El bajo poder del feudalismo significó romper una política largamente establecida en la que los religiosos ayudaban a mantener a la población de menos recursos bajo control para recaudar impuestos. En consecuencia, a principios del siglo XV se produjo la aparición de muchas instituciones y movimientos seculares. Entre los más importantes se encuentra sin duda el Humanismo, que estableció las bases filosóficas para gran parte del arte y la ciencia renacentista. Muchas expresiones artísticas de este período hubieran sido prohibidas por la Iglesia un siglo antes, y ahora se toleraban e incluso promovían.
Sería inapropiado describir al Renacimiento como no religioso. El cristianismo era todavía una influencia predominante a través de Europa, y jugaba un rol importante en la vida del pueblo y de la nobleza. Sería más acertado describirlo como una época de crecimiento del secularismo, en la que la población retenía su religión pero comenzaba a participar en asuntos fuera de la iglesia.